# Vom Zaren bis zu Stalin
Vom Zaren bis zu Stalin ist ein deutscher Dokumentarfilm aus dem Jahre 1962. Die historische Bild-Reportage wurde am 18. Mai 1962 in mehreren deutschen Städten uraufgeführt.

## Internationale Aufführungen
In den Vereinigten Staaten wurde der Film unter dem Titel From Czar to Stalin (Alternativtitel: The Final Battle) und in Finnland mit dem Titel Kohtalonvuodet tsaarista Staliniin gezeigt.

## Beschreibung
Die Produktion des Films im 35-mm-Format erfolgte 1961. Gesammelt wurde das Bildmaterial durch den Produzenten und Regisseur Raphael Nussbaum und den Journalisten Peter Rosinski.
Kernstück des Films bildet Herman Axelbanks US-amerikanischer Dokumentarfilm Tsar to Lenin von 1937. Nussbaum erwarb Axelbanks zusammengetragenes Material für dessen Film in New York City, während Rosinski in Deutschland Material im Bundesarchiv, im Archiv der Berliner Film-Kopieranstalt Emil Müller (Fikopa), bei ehemaligen Militärfotografen und russischen Emigranten zusammentrug.
Der Film dokumentiert die Entwicklung Russlands beginnend im zaristischen Russland unter Nikolaus II., über die Februar- und Oktoberrevolution 1917, den russischen Bürgerkrieg (1918–1921) und die anschließende Entwicklung zur Diktatur von Josef Stalin. Hieraus resultiert auch die Abweichung im Filmtitel gegenüber Axelbanks Dokumentarfilm von 1937, der die Entwicklung Russlands nur bis zu Wladimir Lenin zeigte.

## Bewertungen
Der Film wurde mit dem FBW-Prädikat „besonders wertvoll“ ausgezeichnet unter der Auflage, dass eine Feldgottesdienst-Szene mit zugehörigem Kommentar entfernt werden musste.
Eine Kopie des Films wurde im Vorfeld seiner Uraufführung Mitarbeitern des Bundespresseamtes und des Gesamtdeutschen Ministeriums in Bonn sowie dem Heimkehrerverband in Bad Godesberg gezeigt. Die Mitarbeiter der beiden Bonner Dienststellen waren – einem Artikel im Spiegel 20/1962 zu entnehmen – überrascht und beeindruckt vom Filmmaterial, kommentierten aber, dass man manches so deutlich nicht sagen dürfte. Die Funktionäre des Heimkehrerverbandes äußerten sich angeblich dahingehend kritisch, dass es für die Deutschen im „Abwehrkampf“ gegen den Bolschewismus demoralisierend sein würde, wenn man ihnen zeigte, dass dieser in Russland gesiegt habe und meinten, dass man den Film in Deutschland nicht zeigen dürfte.